# Johan Georg Lillienberg
Johan (Jean) Georg Lillienberg, född 1713 på Toftnäs i Bolmsö socken, Småland, död 26 april 1798 på sin egendom Herrestad i Södermanland, var en svensk ämbetsman och politiker. Han blev friherre 1766 och greve 1778. 

## Biografi
Efter studier i Lund antogs Lillienberg 1731 till extra ordinarie kanslist i Krigsexpeditionen och fick snart i uppdrag att föra protokoll i rådkammaren. Han utnämndes till kommissionssekreterare i Wien, men fick under resan dit order att i stället bege sig till Konstantinopel för att biträda vid alliansunderhandlingarna med Osmanska riket. Han kvarstannade därefter i Konstantinopel till 1743 för att uppbära de i 1739 års fördrag stipulerade subsidiemedlen och möttes vid sin hemkomst av ständernas erkännande för väl utfört värv.
Lillienberg utnämndes 1746 till lagman på Gotland och tjänstgjorde under följande årets riksdag som ledamot av sekreta utskottet. Han gjorde sig här känd som en av hattarnas mest ivriga företrädare. Han utnämndes 1749 till landshövding i Åbo och Björneborgs län, varifrån han 1757 förflyttades till liknande befattning i Uppsala län. Han fortfor att vid riksdagarna vara verksam för sitt partis intressen och tillhörde även 1751 sekreta utskottet och dess mindre sekreta deputation. Han utnämndes 1762 till president i Bergskollegium och tog verksam del i framtvingandet av urtima riksdag under Decemberkrisen 1768 och insattes vid riksdagen i Norrköping 1769 åter i sekreta utskottet. Han föreslogs även som riksråd, men avböjde. Han blev 1766 kommendör av Nordstjärneorden och invaldes 1768 som ledamot nummer 181 av Kungliga Vetenskapsakademien.
I Finland köpte Lilienberg 1757 stora egendomar, bland vilka märks Såtevalla, Lastus och Innilä herrgårdar i Lempäälä socken. Han ägde också Sundholms herrgård i Nystad.
Lillienberg var son till assessor Daniel Dreffling, adlad Lillienberg, samt bror till Carl Fredrik och Erik Gustaf Lillienberg. Han gifte sig 1750 med Maria Juliana Jennings, syster till finansmannen John Jennings, men avled sonlös.

## Utmärkelser
- Riddare av Nordstjärneorden,  1758[3]
- Kommendör av Nordstjärneorden,  1766[3]

[Redigera Wikidata]